# Miconia guayaquilensis
Miconia guayaquilensis là một loài thực vật có hoa trong họ Mua. Loài này được (Bonpl.) D. Don ex DC. mô tả khoa học đầu tiên năm 1828.